# Pokémon Black e White
Pokémon Black Version e White Version (ポケットモンスターブラック・ホワイト, Poketto Monsutā Burakku・Howaito, Monstros de Bolso Black・White, Black e White significam Preto e Branco quando traduzidos do inglês para o português, Preto e Branco em japonês seria 黒・白, Kuro・Shiro) são jogos eletrônicos de RPG lançados em 2010, desenvolvidos pela Game Freak e publicados pela The Pokémon Company e Nintendo lançados para o portátil Nintendo DS. São os primeiros títulos da quinta geração da série Pokémon. Lançados inicialmente no Japão em 18 de setembro de 2010, chegaram à Europa, América do Norte e Austrália em 2011. Suas sequências diretas, Pokémon Black 2 e White 2, foram lançadas para o mesmo console em 2012.
Assim como nas edições anteriores da série, os jogos acompanham a jornada de um jovem treinador Pokémon pela região de Unova. O jogador captura e treina Pokémon para enfrentar outros treinadores, ao mesmo tempo em que tenta impedir os planos da organização criminosa conhecida como Equipe Plasma. Pokémon Black e White introduziu 156 novas espécies à franquia — cinco a mais que o recorde anterior de Pokémon Red e Blue — além de diversos recursos inéditos, como o ciclo sazonal, batalhas triplas e de rotação, sprites animados em tempo real para os Pokémon e outras melhorias no sistema de combate. Embora sejam títulos independentes, ambos compartilham essencialmente a mesma narrativa. É possível jogá-los separadamente, mas para completar a Pokédex de forma integral, é necessário trocar Pokémon entre as duas versões.
Após o lançamento, Black e White receberam críticas amplamente positivas, com destaque para os avanços na jogabilidade e na apresentação geral. No entanto, houve certa divisão entre os críticos quanto ao design de alguns personagens e de novos Pokémon, e parte da crítica apontou que os jogos poderiam ter inovado ainda mais. Apesar disso, o desempenho comercial foi impressionante: antes mesmo de seu lançamento no Japão, os jogos já haviam acumulado mais de um milhão de pré-vendas. Posteriormente, tornaram-se os títulos de Nintendo DS com vendas mais rápidas até então, atingindo cinco milhões de unidades vendidas. Em setembro de 2017, as vendas combinadas atingiram 15,64 milhões de cópias, consolidando-os entre os jogos mais vendidos do console, atrás apenas de seus antecessores, Pokémon Diamond e Pearl.

## Jogabilidade
Pokémon Black e White são jogos de RPG com elementos de aventura, apresentados de uma terceira pessoa, perspectiva de cima. Existem três telas básicas: um mundo aberto, no qual o jogador navega pelo personagem principal; uma tela de batalha; e o menu, no qual o jogador configura seu grupo, itens ou configurações de jogo. O jogador controla um jovem treinador que começa o jogo com um único Pokémon e é capaz de capturar mais usando Pokébolas. Como todos os outros treinadores, o jogador pode carregar até seis Pokémon ao mesmo tempo. No entanto, o jogo também inclui uma rede de PCs para armazenar centenas de Pokémon. Os PCs são encontrados em certos edifícios chamados de "Centros Pokémon", onde o jogador pode curar seus Pokémon quando eles estiverem com pouca saúde ou desmaiarem.
O Pokémon pode aprender até quatro movimentos, incluindo movimentos de ataque, movimentos de cura e movimentos que infligem condições de status ao oponente. Eles têm seis estatísticas que afetam o desempenho da batalha: pontos de vida máximos (HP), Ataque, Defesa, Ataque Especial, Defesa Especial e Velocidade. Ataque e Ataque Especial são diferenciados de Defesa e Defesa Especial pelos tipos de movimentos considerados: geralmente, movimentos que envolvem esforço físico são ataques físicos, enquanto movimentos que envolvem poderes sobrenaturais ou elementais são ataques especiais. Os movimentos são classificados como um de dezessete tipos: Normal, Água, Grama, Fogo, Elétrico, Fantasma, Inseto, Lutador, Gelo, Aço, Pedra, Veneno, Psíquico, Noturno, Dragão, Solo e Voador; Pokémon pode ter um ou dois tipos. Geralmente, a maioria dos movimentos de um Pokémon corresponde ao seu tipo. O tipo de um Pokémon o torna vulnerável ou resistente a outros; por exemplo, os Pokémon do tipo Fogo são fracos para os movimentos do tipo Água, enquanto os movimentos do tipo Grama causam pouco dano a eles e os movimentos do tipo Elétrico causam dano normal.
Quando o jogador encontra um Pokémon selvagem ou é desafiado por outro treinador para uma batalha, a tela muda para uma tela de batalha baseada em turnos onde o Pokémon luta. Durante a batalha, o jogador pode usar um movimento, usar um item, trocar o Pokémon ativo ou fugir. No entanto, o jogador não pode fugir de uma batalha contra outro treinador ou contra certos Pokémon selvagens que são mais fortes do que o do jogador. Quando o HP de um Pokémon é reduzido a zero, ele desmaia até ser revivido. Se um Pokémon adversário desmaiar, todos os Pokémon do jogador que participaram da derrota recebem pontos de experiência. Depois de acumular pontos de experiência suficientes, um Pokémon pode subir de nível, aumentando suas estatísticas. Muitos Pokémon evoluem para outras formas depois que certas condições são atendidas, geralmente depois de atingir um determinado limite de nível ou por ter um determinado item usado neles. No local "Day Care", o jogador pode cruzar dois de seus Pokémon — geralmente, um macho e uma fêmea — para criar ovos que eclodem em bebês Pokémon no nível 1.
Pokémon Black e White se passam na região de Unova, inspirada na cidade de Nova Iorque e seus arredores. Como em outras regiões da franquia, Unova é composta por diversas cidades e vilarejos interligados por rotas. Nessas áreas, os jogadores podem encontrar Pokémon selvagens por meio de encontros aleatórios, geralmente ao atravessar trechos de grama alta ou ao explorar corpos d’água. Além disso, oito das cidades e vilarejos de Unova abrigam os chamados Líderes de Ginásio — treinadores experientes que se especializam em tipos específicos de Pokémon. Ao derrotar um Líder, o jogador recebe um distintivo (também conhecido como insígnia) como prova de sua vitória. Coletar os oito distintivos é requisito para acessar a Liga Pokémon, onde o jogador enfrenta a Elite dos Quatro e, por fim, o campeão regional. Durante a jornada, diversos itens podem ser encontrados no chão ou adquiridos em Poké Marts, como Hyper Potions (que restauram o HP dos Pokémon), Antidotes (que curam envenenamento) e Revives (que revivem Pokémon desmaiados). Também estão presentes as TMs (Máquinas Técnicas), que ensinam novos golpes aos Pokémon, e as HMs (Máquinas Ocultas), uma subcategoria de TMs que concedem habilidades essenciais para a progressão no ambiente. Por exemplo, o movimento “Surf”, aprendido por meio de uma HM, permite ao jogador atravessar corpos d’água.

### Novos recursos
Os gráficos foram melhorados de Diamond e Pearl. As caixas de diálogo dos jogos anteriores foram alteradas para balões de fala que aparecem sobre as cabeças de outros personagens, permitindo que mais de um personagem fale ao mesmo tempo. Os jogadores japoneses podem ter kanji aparecendo na tela, em vez de apenas hiragana e katakana. Durante as batalhas, os sprites do Pokémon são totalmente animados e a câmera muda de posição para destacar partes específicas da batalha. Além de continuar o ciclo diurno e noturno introduzido em Gold e Silver, Black e White introduz um ciclo sazonal, com as estações avançando a cada mês, em vez de estarem vinculadas ao calendário. As áreas externas aparecem de forma diferente dependendo da estação, como a mudança de folhas no outono ou neve no solo no inverno. Certas áreas são acessíveis apenas durante certas estações, e diferentes Pokémon podem ser encontrados na selva no inverno, enquanto outros são encontrados nas outras estações. O Pokémon Deerling e Sawsbuck mudam sua aparência física para combinar com as estações.
Existem duas novas mecânicas de batalha: Triple Battles e Rotation Battles. Em Triple Battles, ambas as equipes devem enviar três Pokémon em uma fileira ao mesmo tempo; Alguns movimentos só permitem que o Pokémon do lado esquerdo ou direito ataque o Pokémon do oponente no mesmo lado ou no centro. Mudar de posição dá uma volta. Em Rotation Battles, cada lado envia três Pokémon de uma vez, mas eles são dispostos em um círculo que pode ser girado à vontade. As pretas têm mais batalhas rotativas do que as triplas, e o oposto é verdadeiro nas brancas. Outra introdução são os Movimentos de Combinação: um Pokémon inicial pode aprender um de três movimentos, e usá-los juntos em batalhas duplas ou triplas produz ataques mais poderosos. Na selva, caminhar pela grama alta de cor mais escura pode desencadear batalhas duplas contra Pokémon selvagens, em vez de apenas batalhas individuais com grama de cor mais clara.
Ocasionalmente, o jogador pode encontrar trechos de grama e água ondulantes, onde pode encontrar um Pokémon raro, um Pokémon mais comum na versão oposta do jogo ou a forma evolucionária mais elevada de um Pokémon cujas formas inferiores normalmente podem ser encontradas no área. Esta é a única maneira de capturar Pokémon como Audino, Emolga e Alomomola. Além disso, as nuvens de poeira em cavernas e as sombras de voar Pokémon em certas pontes podem ser inseridos quer encontrar um item raro ou encontro Drilbur, Excadrill, Ducklett, ou Swanna, nenhum dos quais pode ser encontrado na natureza de outra forma. Ocasionalmente, ao lançar uma Pokébola, a taxa de captura é altamente aumentada, desencadeada por um evento aleatório. Existem também novos jogos paralelos e missões paralelas: o jogador pode competir em Pokémon Musicais, um jogo paralelo semelhante aos Concursos Pokémon de jogos anteriores; o Battle Subway, semelhante às Battle Towers e Battle Frontiers dos jogos anteriores; e no Royal Unova (Royal Isshu), um navio de cruzeiro em que o jogador pode pilotar e lutar contra os treinadores a bordo para ganhar itens raros.

### Conectividade com outros dispositivos
O C-Gear (C ギ ア, Shī Gia) substitui o Pokétech de Diamond e Pearl na tela inferior do Nintendo DS. Ele controla os recursos sem fio do jogo, incluindo radiação infravermelha (IR) para batalhas e negociações, comunicações sem fio no chat de vídeo Xtranceiver Live Caster (ライブキャスター, Raibu Kyasutā), acesso ao Entralink para transferir conteúdo do Pokémon Dream World, usando o Wi-Fi para sincronizar com os servidores Pokémon Global Link, e o novo "modo Pass By" que permite que o jogo se comunique com outras cópias por infravermelho enquanto o DS está dormindo. O Feeling Check (フィーリングチェック, Fīringu Chekku) função testa a compatibilidade entre dois jogadores e concede-lhes itens de acordo. No recurso "Passar", o jogador responde a várias perguntas da pesquisa e recebe um dos vários itens, dependendo de quantos outros jogadores ele tenha conectado. No recurso "Random Matchup", o jogador pode lutar contra outros aleatoriamente. Ao jogar contra outros online ou em batalhas IR, uma nova mecânica chamada Wonder Launcher (Miracle Shooter) permite que itens de cura sejam usados na batalha.
Dois recursos foram adicionados para transferir Pokémon de jogos mais antigos do DS Pokémon para Black e White. Para transferência normal, o recurso Poké Transfer (PokéShifter) está disponível após a conclusão da história principal. Ao contrário do recurso "Pal Park" dos jogos anteriores, o Poké Transfer é um minijogo no qual, após a transferência de seis Pokémon, o jogador usa a tela de toque para lançar Pokébolas no Pokémon transferido para capturá-los dentro de um limite de tempo. Outro recurso chamado (Relocator) (Transfer Machine) é usado para transferir o Pokémon doado em promoções para o filme Pokémon: Zoroark: Master of Illusions, para que o jogador possa obter os raros Pokémon Zorua e Zoroark. Ao contrário do Poké Transfer, ele está disponível antes que o jogo principal seja concluído.
Exclusivo do Black e White é o Pokémon Dream World, que depende do site oficial do Pokémon Global Link. Aqui, o jogador pode fazer amizade com Pokémon que normalmente não podem ser obtidos no jogo e que possuem habilidades únicas. Isso ocorre após sincronizar o jogo de volta com o Dream World, de forma semelhante ao Pokéwalker de HeartGold e SoulSilver. O jogador pode manter uma casa no Dream World que outros jogadores podem visitar, bem como cultivar bagas. Além de permitir o acesso a Pokémon adquiridos no Dream World, o Entralink também permite que os jogadores interajam entre si e joguem jogos paralelos. Esses jogos paralelos concedem pontos que podem ser trocados por poderes temporários, como aumentar a experiência, melhorar a taxa de captura ou diminuir os preços dos itens em Poké Marts.

## Sinopse

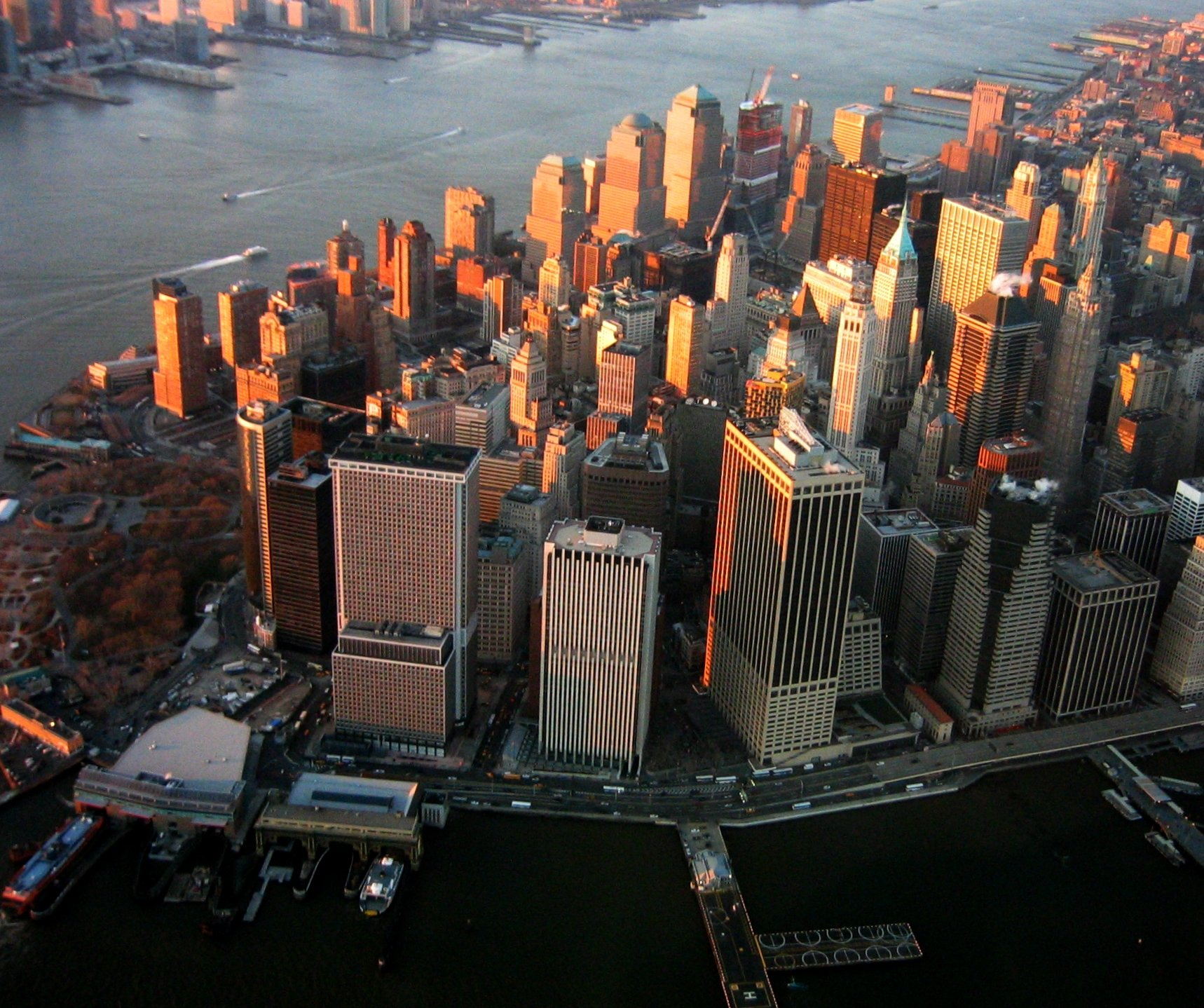
A cidade de Nova Iorque foi baseada para Unova. Especificalmente, Castelia City apresenta edifícios altos e um ambiente urbano e é a "metrópole central" da região.

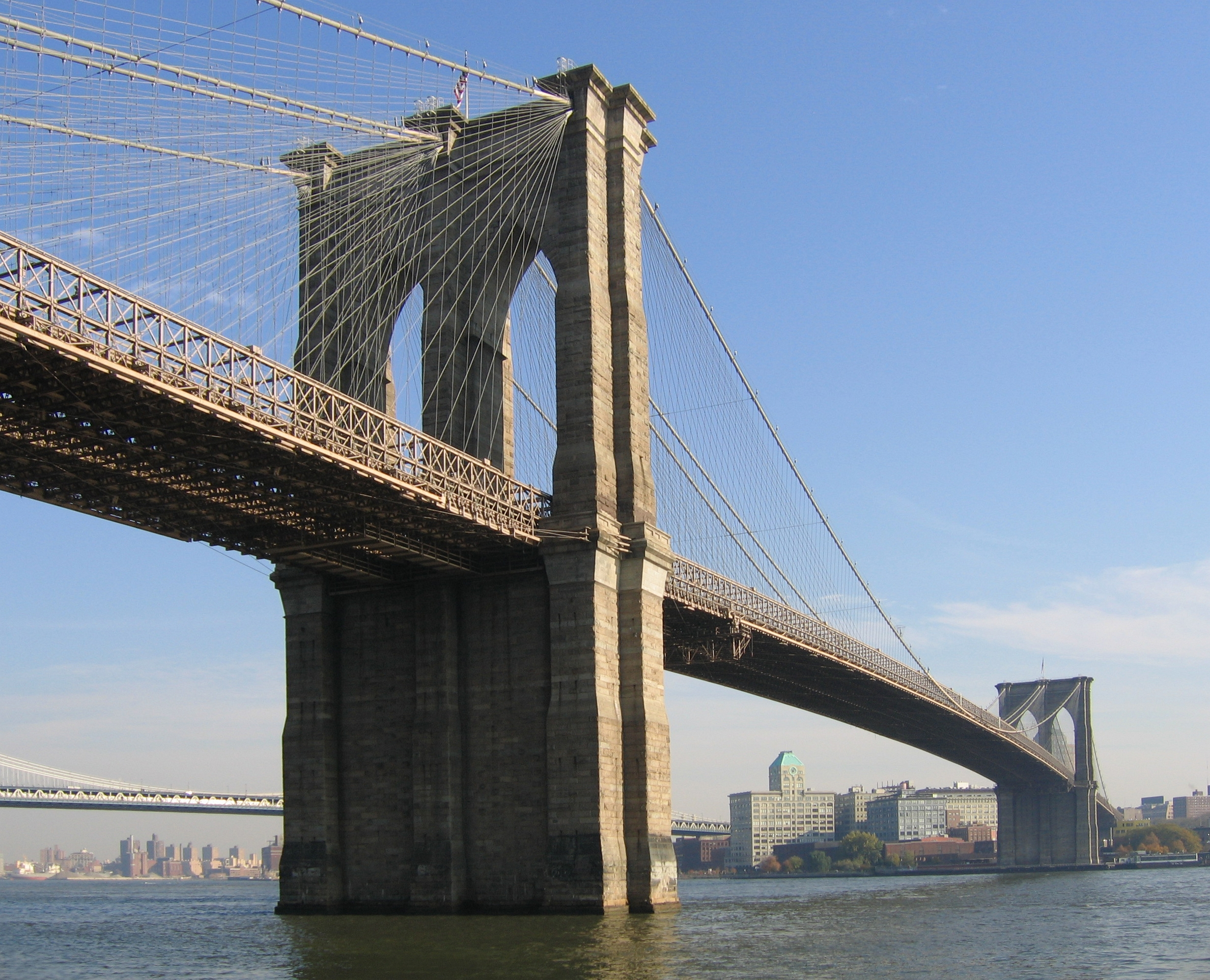
A Ponte do Brooklyn foi usada como inspiração para Skyarrow Bridge em Unova.

### Cenário
Black e White está situado na região de Unova, uma massa continental localizada longe das regiões anteriores, Kanto, Johto, Hoenn e Sinnoh. Ao contrário das regiões anteriores que eram baseadas em locais reais no Japão, Unova é modelado após a cidade de Nova Iorque, Pokémon Pia (ポケモンぴあ) é uma ideia desenvolvida pelo diretor do jogo Junichi Masuda quando ele visitou a cidade para o lançamento de Diamond e Pearl. Um exemplo particular disso é Castelia City, que serve como a metrópole central da região e teve inspirações como sua "ponte suspensa no estilo da Ponte do Brooklyn" e seus "enormes arranha-céus". Masuda também queria transmitir um "sentimento de comunidade" nas ruas de Castelia. Unova abriga grandes áreas urbanas, um porto, um aeroporto, um parque de diversões, várias pontes e várias cadeias de montanhas. Além de uma diversidade de novas paisagens, a região de Unova também abriga uma diversidade de pessoas que variam no tom de pele e na ocupação. O nome japonês da região "Isshu" (イ ッ シ ュ) é derivado das palavras japonesas tashu (多種, significando "muitos tipos"), e isshu (一種, significando "um tipo"); os muitos tipos de pessoas e Pokémon vistos de perto parecem apenas um tipo de vida de longe.

### História
Como os jogos Pokémon anteriores, Black e White seguem um enredo linear; os eventos principais ocorrem em uma ordem fixa. O protagonista de Pokémon Black e White é um adolescente que parte em uma jornada por Unova para se tornar o mestre Pokémon. No início dos jogos, o jogador escolhe Snivy, Tepig ou Oshawott como seu Pokémon inicial como um presente da Professora Juniper. Os amigos do protagonista, Cheren e Bianca, também são treinadores Pokémon rivais que ocasionalmente lutam contra o jogador; Cheren escolherá o Pokémon com vantagem de tipo em relação ao jogador, enquanto Bianca escolherá o Pokémon com desvantagem de tipo. O objetivo principal do jogador é obter as oito insígnias de ginásio de Unova e por fim, desafiar a Elite dos Quatro da Liga Pokémon e seu campeão para completar a história principal.
Além da jogabilidade padrão, o jogador também terá que derrotar a principal força antagonista dos jogos, Equipe Plasma, um grupo de cavaleiros templários que afirma que os Pokémon são oprimidos pela humanidade e procuram libertá-los de seus treinadores. A Equipe Plasma é liderado por N, um jovem que foi criado ao lado de Pokémon e os vê como amigos ao invés de ferramentas para o esporte. Ao longo do jogo, o jogador tem alguns encontros com N, que afirma que ao capturar um dos lendários Pokémon (Reshiram e Zekrom) de Unova e derrotar o Campeão Pokémon Alder, ele será reconhecido como o herói de Unova e será capaz de convencer os humanos para se separarem de seus Pokémon. Dependendo da versão do jogo, N irá capturar Zekrom em Black ou Reshiram em White.
Depois que o jogador derrota a Elite dos Quatro e entra na câmara do Campeão, ele descobre que N derrotou Alder e se tornou o mais novo Campeão de Pokémon. Logo depois, ele invoca um grande castelo que cerca a Liga Pokémon, desafiando o jogador a encontrá-lo para participar de uma batalha final. Quando o jogador finalmente o alcança, Reshiram em Black ou Zekrom em White aparece antes do jogador, e o jogador deve capturar o lendário Pokémon antes de desafiar N. Após sua derrota, N lamenta a possibilidade de que seus ideais estejam errados, Ghetsis o intromete e com raiva revela que suas verdadeiras intenções eram usar N para garantir que ele seria o único humano com controle sobre Pokémon e usá-los para governar o mundo. Em sua fúria, Ghetsis desafia o jogador para a batalha. Após a derrota de Ghetsis, ele é preso, permitindo que Alder retome sua posição como Campeão Pokémon da região de Unova. N então agradece ao jogador por ajudar a perceber seu erro sobre a natureza do relacionamento entre as pessoas e seus Pokémon antes de deixar o castelo em seu Pokémon capturado para uma terra distante.
Após a derrota da Equipe Plasma, Looker chega em Unova e incumbe o jogador de encontrar os Sábios restantes da Equipe Plasma, para que eles possam ser levados à justiça. O jogador também pode desafiar a Elite dos Quatro mais uma vez e desafiar Alder, tornando-se o novo Campeão Pokémon da região de Unova. O jogador também ganha acesso à porção oriental de Unova, que contém Pokémon dos jogos anteriores da série, bem como acesso a uma área exclusiva para cada versão do jogo: a ultrametropolitana Black City, lar de poderosos treinadores Pokémon; e a White Florest, lar de humanos e Pokémon que vivem em harmonia. Cynthia, uma ex-Campeã da região de Sinnoh, também é encontrada nesta área do jogo e pode ser desafiada. Um personagem não-jogador com o nome Shigeki Morimoto, um programador de Game Freak, designer de criaturas e diretor dos jogos Pokémon HeartGold e SoulSilver, também pode ser encontrado e batalhado no jogo.

## Desenvolvimento

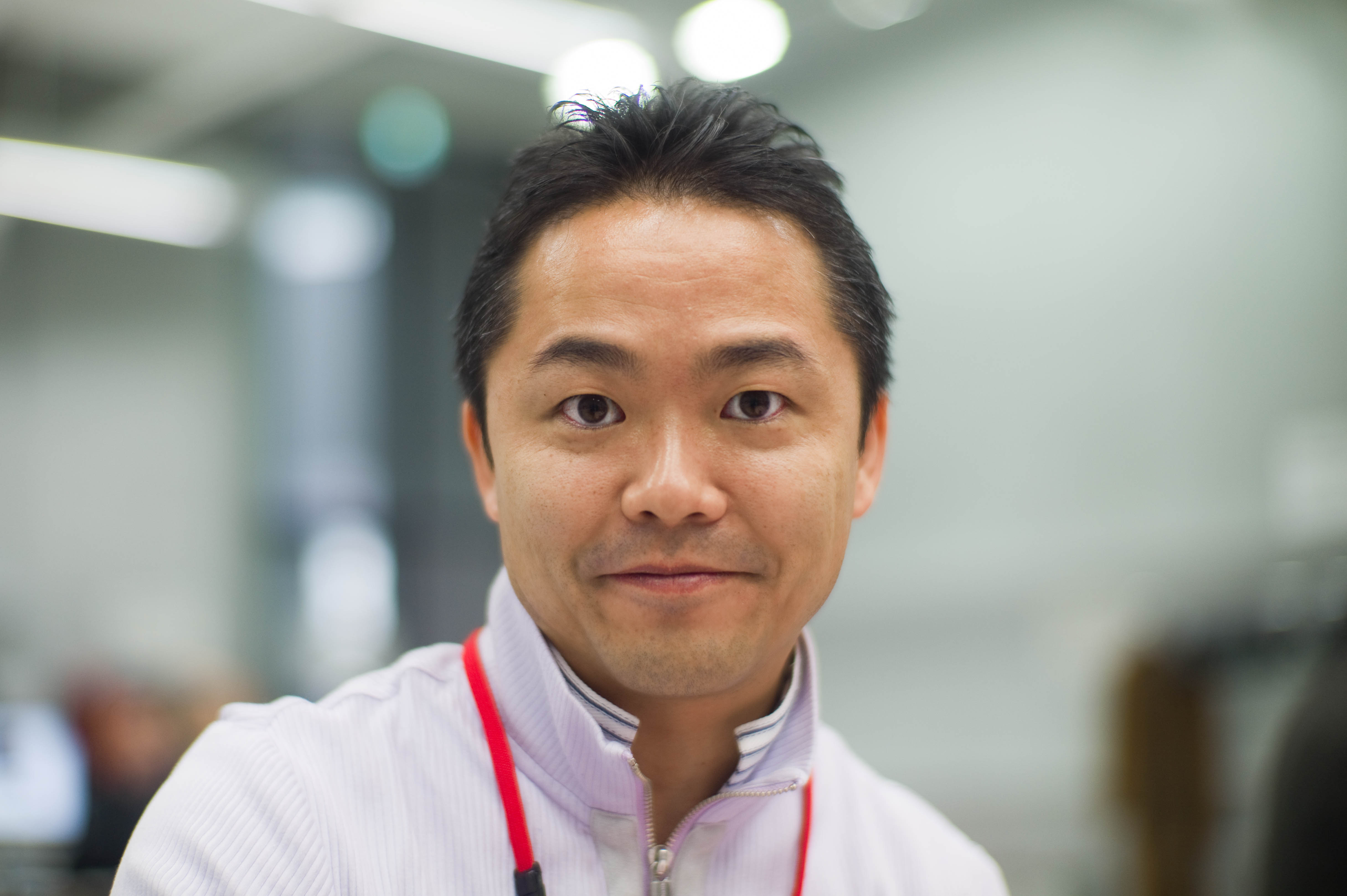
Junichi Masuda foi o responsável pela direção e pela trilha sonora dos jogos

Em 29 de janeiro de 2010, a The Pokémon Company anunciou o desenvolvimento de novos jogos da franquia Pokémon para o Nintendo DS, que seriam lançados no final do ano. Junichi Masuda, diretor de Pokémon, disse que vários aspectos da saga estão sendo atualizados para a nova geração. Em 9 de abril de 2010, o site japonês de Pokémon foi atualizado com a revelação dos títulos Pokémon Black e White, e foi lançado no Japão em setembro de 2010. Os jogos apresentam um estilo visual aprimorado de outros jogos Pokémon, com um maior uso de gráficos de computador 3D do que qualquer outro da série portátil. Ele também tem um recurso especial que permite ao usuário fazer upload de seu jogo salvo para a Internet, permitindo que ele faça certas coisas em um site oficial.
Em 3 de agosto de 2010, Masuda anunciou em seu blog que as versões do jogo Black e White conterão inicialmente apenas Pokémon totalmente novos para evocar a sensação de ser um jogo totalmente novo, como quando os jogos originais Pokémon foram lançados pela primeira vez. Em todos os jogos após a primeira geração, havia uma série de novos Pokémon introduzidos intercalados com Pokémon das gerações anteriores. Por exemplo, Pikachu foi introduzido em Red e Green e podia ser obtido em Blue, Yellow e todos os jogos da série principal subsequentes; no entanto, Pikachu não pode ser obtido em Black e White desde o início do jogo. Mais tarde, foi confirmado que Black e White são regiões bloqueadas no Nintendo DSi e 3DS.
O diretor do jogo e compositor Junichi Masuda afirmou que para manter os jogos atualizados, ele olha todos os elementos anteriores para decidir o que adaptar ao novo jogo, afirmando que "as pessoas podem não gostar do que gostavam no passado, em termos de tendências". Ele explicou os novos estilos de batalha, afirmando que enquanto as batalhas triplas exigem mais estratégia, as batalhas rotativas exigem mais sorte para vencer. Masuda afirmou que seu objetivo ao fazer os jogos era torná-los divertidos para os novos jogadores, mas eles também queriam que os jogadores que não jogavam a série por um tempo voltassem. Ele disse que era difícil encontrar esse equilíbrio para satisfazer os dois tipos de jogadores. Para os novos jogadores, há uma boa explicação de como jogar, enquanto para os antigos, eles incorporaram o C-Gear, o que torna a capacidade de comércio e batalha mais fácil. Quando questionado sobre a decisão de introduzir mais de 150 novas espécies de Pokémon, Masuda afirmou que eles fizeram isso para que jogadores antigos não soubessem o que é um bom Pokémon para usar, e isso nivelaria o campo de jogo para novos jogadores.

### Música
Pokémon Nintendo DS Black · White Super Music Collection (ニンテンドーDSポケットモンスターブラック·ホワイトスーパーミュージックコレクション, Nintendo Di Esu Poketto Monsutā Burakku · Howaito Supa Myūjikku Korekushon) é uma trilha sonora de quatro discos que apresenta a música dos jogos com pontuação de Masuda, Go Ichinose, Shota Kageyama, Hitomi Sato, Morikazu Aoki, Minako Adachi e Satoshi Nohara. A trilha sonora foi lançada no dia 20 de outubro de 2010, no Japão. Ichinose era responsável por dirigir todas as vozes Pokémon para o jogo, enquanto Adachi produzia todos os efeitos sonoros.

## Promoção e lançamento
Pokémon Black e White foram lançados no Japão em 18 de setembro de 2010. Eles foram lançados posteriormente na Europa em 4 de março de 2011, na América do Norte em 6 de março de 2011 e na Austrália em 10 de março de 2011.

### Japão
A silhueta de um novo Pokémon foi mostrada por Junichi Masuda no episódio de 7 de fevereiro de 2010 do Pokémon Sunday, declarado estar no filme para o verão e ser identificado em um episódio futuro em 21 de fevereiro. Este novo Pokémon também foi apresentado na edição de março de 2010 da CoroCoro Comic disponível em 15 de fevereiro. Desde então, o Pokémon foi chamado de "Zoroark" e evoluiu de um Pokémon chamado "Zorua". Ambos foram apresentados no filme Pocket Monsters Diamond & Pearl O Filme: Phantom Ruler: Zoroark. Para portadores de bilhetes de pré-venda, um Raikou de cor alternativa, Entei, ou Suicune estava disponível para transferência para seus jogos Diamond, Pearl, Platinum, HeartGold ou SoulSilver. No teatro, os jogadores poderiam baixar um Celebi para os mesmos jogos. Esses Pokémon ativariam eventos especiais em preto e branco envolvendo Zoroark e Zorua, respectivamente.
Em 18 de abril de 2010, o episódio de Pokémon Sunday mostrou imagens do jogo de um personagem de um jogador andando em um ambiente 3D e uma única imagem retratando uma batalha entre o Zoroark do jogador e um Zorua inimigo. O anfitrião Shoko Nakagawa observou como o sprite do Zoroark do jogador era um sprite de corpo inteiro visto por trás, quando no passado todos os sprites mostravam apenas uma porção menor do corpo do Pokémon do jogador. Em 9 de maio de 2010, o episódio de Pokémon Sunday revelou silhuetas dos três Pokémon disponíveis para escolher no início dos jogos, que mais tarde foi revelado ser o Pokémon Grass Snake Tsutarja, o Pokémon Fire Pig Pokabu e o Pokémon Sea Otter Mijumaru. Outra informação revelada é que o jogo se passa na região de Isshu, que inclui a metrópole Hiun City. Em 16 de maio de 2010, o episódio de Pokémon Sunday mostrou imagens da batalha do jogo, ilustrando as novas animações em batalha e o posicionamento dinâmico da câmera; também foram descritos a habilidade de ilusão de Zoroark e o Zoroark especial adquirido pelo Pokémon de presente pré-pedido de ingressos de cinema.
Em 28 de maio de 2010, os sites oficiais de Pokémon em japonês e inglês revelaram os nomes e designs dos dois maiores Pokémon lendários desses jogos, que também servem como mascotes da versão do jogo: o Pokémon White Yang Reshiram para Pokémon Black e o Pokémon Yin Black Zekrom para Pokémon White. A edição de julho de 2010 da CoroCoro Comic revelou os recursos de interatividade sem fio do C-Gear, a capacidade de fazer upload de dados do jogo para a internet e o computador do jogador, vários novos Pokémon, novos movimentos de Pokémon, Reshiram e os tipos de Pokémon de Zekrom, detalhes sobre o evento Celebi/Zorua, e um novo personagem: Professor Araragi, a primeira professora Pokémon mulher a aparecer nos jogos eletrônicos. Em 27 de junho de 2010, o episódio de Pokémon Sunday, fez o anúncio da data de lançamento como 18 de setembro de 2010, e um personagem ainda a ser nomeado. O episódio de 28 de junho de Oha Suta mostrou um trailer, que incluía sua data de lançamento, novas imagens de jogabilidade, vários novos personagens, mais novos Pokémon e um sistema de batalha três contra três. A edição de agosto de 2010 da CoroCoro Comic e laborado sobre muitas novas mecânicas de jogo: o sistema três-contra-três, o sistema online Global Link, um Dream World online que pode permitir o acesso a outro Pokémon, acesso a uma área que usa o Wi-Fi chamado Hilink (semelhante a the Underground), um recurso especial chamado Live Caster para chat de vídeo no Nintendo DSi e Nintendo 3DS, suporte a kanji, diferenças estéticas entre as duas versões do jogo, áreas exclusivas para as versões do jogo, novos personagens, novos movimentos, novas habilidades e novo Pokémon.
Em 25 de julho de 2010, o episódio do Pokémon Sunday apresentou o novo Pokémon fantasma Victini, que inicialmente apareceu em um trailer do filme Pokémon de 2011 que foi mostrado com exibições de Phantom Ruler: Zoroark. É apontado como Pokémon No. 000 no Pokédex regional de Isshu, e só pode ser acessado baixando um item especial da Nintendo Wi-Fi Connection, DS Stations e Nintendo Zones (como os encontrados em restaurantes japoneses McDonald's) para um jogo salvo. Isso estava inicialmente disponível por um mês após a data de lançamento dos jogos. Outro Pokémon promocional distribuído após o lançamento dos jogos é um Kumasyun, um Pokémon difícil de encontrar nos jogos, a menos que seja durante a temporada de inverno dos jogos.
No dia do lançamento japonês, a Nintendo of America enviou cartas de cessar e desistir para dois fansites de Pokémon em inglês, PokéBeach e Serebii, depois que publicaram screenshots e várias outras mídias dos jogos recém-lançados. A Nintendo alegou que a postagem da mídia estava infringindo direitos autorais e observou sua intenção de fechar os sites sob a Lei de Direitos Autorais do Milênio Digital, a menos que a mídia fosse removida. As capturas de tela foram posteriormente retiradas de ambos os sites. Luke Plunkett do blog de jogo eletrônico Kotaku inicialmente especulou que a Nintendo of America emitiu cartas de cessar e desistir sob a crença de que as imagens foram obtidas ilegalmente por meio de uma imagem ROM; no entanto, Jon Sahagian da PokéBeach afirmou que as imagens em questão foram obtidas no fórum japonês 2channel. Charlie Scibetta, diretor sênior de comunicações corporativas da Nintendo of America, afirmou posteriormente que a escolha das imagens preocupava a empresa. Em uma declaração ao Kotaku, disse ele, "A Nintendo apoia e aprecia os esforços que os fãs de Pokémon fazem para criar sites de fãs. Na maioria dos casos, não há problema com o conteúdo postado, mas nesta ocasião tivemos que entrar em contato com alguns sites selecionados para perguntar a eles para retirar imagens confidenciais".

### Mundo
A promoção estrangeira dos jogos começou em 22 de novembro de 2010, quando o site oficial para os mercados norte-americano, europeu e australiano foi atualizado, que incluía os nomes localizados do Pokémon inicial (Snivy, Tepig e Oshawott) em mercados inglês, neerlandês, italiano, português brasileiro e espanhol e o cenário dos jogos na região de Unova. Carros alegóricos dos mascotes da versão Reshiram e Zekrom acompanharam o balão Pikachu durante o desfile do Dia de Ação de Graças da Macy's em 25 de novembro de 2010, na quinta-feira seguinte.
Em 27 de dezembro de 2010, os sites oficiais dos lançamentos internacionais foram atualizados mais uma vez, revelando os nomes em inglês de muitos dos primeiros Pokémon revelados durante a promoção do lançamento japonês. Além disso, os nomes em inglês para o local do jogo Hiun City e o personagem Professor Araragi foram revelados como Castelia City e Professor Juniper, respectivamente.
A partir de 3 de janeiro e durando até 9 de janeiro de 2011, nos Estados Unidos, jogadores de Diamond, Pearl, Platinum, HeartGold e SoulSilver puderam visitar as lojas GameStop para baixar o Raikou brilhante especial que foi dado anteriormente para Phantom Ruler: Zoroark portadores de bilhetes pré-encomendados no Japão. Downloads semelhantes estariam disponíveis para o Entei brilhante de 17 a 23 de janeiro, e o Suicune brilhante de 31 de janeiro a 6 de fevereiro. Todos os três Pokémon ainda possibilitaram o evento para Zoroark nas versões norte-americanas de Black e White. Esses três Pokémon foram posteriormente distribuídos através da Nintendo Wi-Fi Connection para os mercados europeu, australiano e norte-americano (pela segunda vez) começando de 7 a 13 de fevereiro com Raikou, novamente, com subsequentes lançamentos escalonados para Entei e Suicune ao longo de fevereiro.
O evento Celebi foi realizado na América do Norte e distribuído nas lojas GameStop de 21 de fevereiro a 6 de março de 2011, ou poderia ser adquirido na turnê de promoção dos jogos Black e White que começou em 5 de fevereiro de 2011. Na França e na Espanha, este mesmo Celebi estava disponível através de vários varejistas de 1 de fevereiro a 3 de março de 2011. Os jogadores italianos podiam obter este Celebi de varejistas de jogo eletrônico específicos de 21 de janeiro a 3 de março.
O evento de distribuição do item para permitir aos jogadores capturar Victini também foi realizado após o lançamento internacional dos jogos. Os jogadores norte-americanos puderam baixar o item da Nintendo Wi-Fi Connection de 6 de março a 10 de abril de 2011. Os jogadores europeus conseguiram obter o item de 4 de março a 22 de abril. Jogadores australianos puderam baixá-lo de 10 de março a 28 de abril de 2011.

## Recepção

### Resposta da crítica
Pokémon Black e White recebeu críticas amplamente positivas dos críticos, tendo uma pontuação agregada de 87% no Metacritic, indicando "críticas geralmente favoráveis". A revista japonesa Famitsu Weekly concedeu ao jogo uma pontuação perfeita de 40/40, tornando-se o 15º jogo a receber essa distinção, além de obter a maior pontuação já concedida a um videogame Pokémon pela publicação. Annette Gonzalez da Game Informer comentou que "Pokémon Black e White fazer um grande edifício trabalho sobre recursos já sólidas e levá-los para o próximo nível. Jamin Smith da VideoGamer.com criticou os jogos para não inovar, tanto quanto algumas pessoas teria gostado, mas afirmou que 'a certeza no conhecimento que Black e White são malditos jogos finos; o melhor da série tem para oferecer". Official Nintendo Magazine referiu-se a eles como "Um belo refinamento de uma grande série [...] o melhor Pokémon de todos os tempos." Nintendo Power expressou que "o mais recente par de aventuras da série Pokémon é tão viciante como sempre." Edge reconheceu que "onde o próximo para Pokémon Black e White não sugerem nenhuma resposta, mas eles nos lembram porque nos importamos em primeiro lugar."
IGN deu aos jogos uma nota de 9/10, uma classificação mais alta do que qualquer outro jogo de Pokémon do Nintendo DS. A análise elogiou os jogos por renovar o interesse na série, embora criticou alguns dos novos designs de Pokémon, explicando que "além de uma linha de monstros mais fraca (em grande parte uma reclamação estética), este é o melhor Pokémon tem a oferecer em todos os níveis, renovando meu interesse cada vez menor na luta contra monstros". Jeremy Parish of Retronauts criticou Black e White, comentando que ele se cansou dele logo depois de começar e se sentindo muito semelhante a todos os jogos anteriores de Pokémon. Ele ainda disse que EVs e IVs, mecânicas invisíveis no jogo, não são necessariamente benéficas. Por outro lado, ele observou que seria ótimo para novos jogadores. Ele também o comparou aos jogos Pokémon Mystery Dungeon e Final Fantasy XIII, argumentando que todos eles compartilham o elemento comum de serem maus antes de se tornarem bons. O colega do Retronauts, Justin Haywald, criticou o lançamento dos jogos no DS, que havia recebido dois jogos da série Pokémon principais publicados antes deles. A editora do GamesRadar, Carolyn Gudmundson, afirmou "Pode não quebrar o molde do Pokémon, mas Black e White oferece conteúdo novo suficiente juntamente com a mecânica de batalha profunda e clássica da série para torná-lo infinitamente jogável. Se você pudesse jogar apenas um jogo pelo resto de sua vida, esta seria uma escolha sábia."
Algumas pessoas criticaram os designs dos Pokémon Geração V, dizendo que alguns deles eram bons, mas muitos não tinham inspiração.

### Desempenho comercial
Em agosto de 2010, um mês antes do lançamento dos jogos no Japão, Pokémon Black e White ganhou um total de 1,08 milhão de encomendas, tornando-se o jogo mais rápido no Nintendo DS a quebrar a marca de um milhão. Nos primeiros dois dias de venda, vendeu mais de 2,6 milhões de cópias, se tornando o maior lançamento da história da série no Japão. Em 3 de novembro, os jogos venderam mais de 4,3 milhões de cópias no Japão. Em 9 de janeiro de 2011, os jogos se tornaram os títulos do DS mais rápidos, vendendo cinco milhões de cópias.
Após seu lançamento no Reino Unido, White e Black alcançaram os primeiros e primeiros lugares respectivamente nas paradas de vendas gerais do Reino Unido, com White se tornando o segundo jogo para DS mais vendido de todos os tempos no Reino Unido, depois de Professor Layton and Pandora's Box, vendendo mais 13 000 cópias do que Black. Combinadas, suas vendas se tornaram o terceiro maior lançamento da Nintendo no Reino Unido, atrás de Wii Fit e Mario Kart Wii, e o maior fim de semana de abertura de um par de títulos Pokémon.
Nos Estados Unidos, Black e White vendeu mais de 1,08 milhão de cópias no primeiro dia, quebrando o recorde do primeiro dia, detido pelos predecessores Diamond e Pearl, de 780 000 cópias. De acordo com The NPD Group, a Nintendo vendeu 1,3 milhão de unidades de White e 1,1 milhão de unidades de Black em março de 2011, tornando-os os jogos #1 e #2 mais vendidos nos Estados Unidos no mês. Em abril de 2011, o relatório de ganhos financeiros da Nintendo confirmou que Pokémon Black e White vendeu 11,5 milhões de cópias em todo o mundo, tornando-os os jogos DS mais vendidos da Nintendo no ano financeiro de 2010-11, e o terceiro no geral, atrás apenas dos jogos Wii, Wii Sports e Wii Sports Resort. Em setembro de 2017, as vendas combinadas dos jogos atingiram 15,64 milhões.
| País/Continente | Vendas     |
| --------------- | ---------- |
| Estados Unidos  | 4,807,937  |
| Japão           | 5,623,779  |
| Europa          | 2,784,625  |
| Mundo           | 14,525,845 |

## Legado
Sequências de Black e White, Pokémon Black 2 e White 2, foram lançadas para o Nintendo DS em 2012. São as primeiras e únicas, até à data, sequências da franquia da série principal.